# Musée des traditions locales de la république du Karakalpakstan
 (août 2022).
La mise en forme du texte ne suit pas les recommandations de Wikipédia : il faut le « wikifier ».
Les points d'amélioration suivants sont les cas les plus fréquents :
- Les titres sont pré-formatés par le logiciel. Ils ne sont ni en capitales, ni en gras.
- Le texte ne doit pas être écrit en capitales (les noms de famille non plus), ni en gras, ni en italique, ni en « petit »…
- Le gras n'est utilisé que pour surligner le titre de l'article dans l'introduction, une seule fois.
- L'italique est rarement utilisé : mots en langue étrangère, titres d'œuvres, noms de bateaux, etc.
- Les citations ne sont pas en italique mais en corps de texte normal. Elles sont entourées par des guillemets français : « et ».
- Les listes à puces sont à éviter, des paragraphes rédigés étant largement préférés. Les tableaux sont à réserver à la présentation de données structurées (résultats, etc.).
- Les appels de note de bas de page (petits chiffres en exposant, introduits par l'outil «  Source ») sont à placer entre la fin de phrase et le point final[comme ça].
- Les liens internes (vers d'autres articles de Wikipédia) sont à choisir avec parcimonie. Créez des liens vers des articles approfondissant le sujet. Les termes génériques sans rapport avec le sujet sont à éviter, ainsi que les répétitions de liens vers un même terme.
- Les liens externes sont à placer uniquement dans une section « Liens externes », à la fin de l'article. Ces liens sont à choisir avec parcimonie suivant les règles définies. Si un lien sert de source à l'article, son insertion dans le texte est à faire par les notes de bas de page.
- La présentation des références doit suivre les conventions bibliographiques. Il est recommandé d'utiliser les modèles {{Ouvrage}}, {{Chapitre}}, {{Article}}, {{Lien web}} et/ou {{Bibliographie}}. Le mode d'édition visuel peut mettre en forme automatiquement les références.
- Insérer une infobox (cadre d'informations à droite) n'est pas obligatoire pour parachever la mise en page.

Pour une aide détaillée, merci de consulter Aide:Wikification.
Si vous pensez que ces points ont été résolus, vous pouvez retirer ce bandeau et améliorer la mise en forme d'un autre article.
 (août 2022).

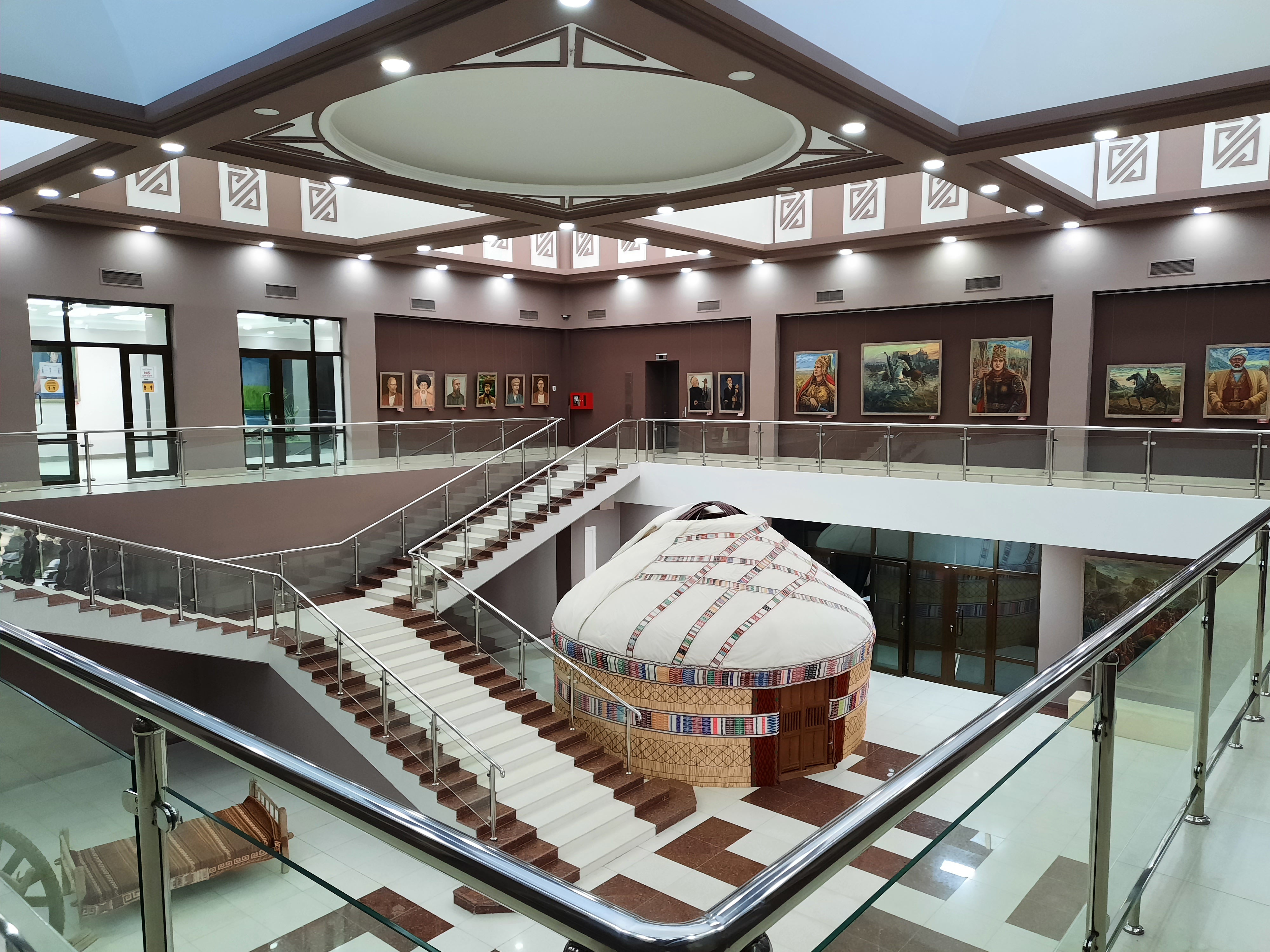

Le musée d'histoire locale du Karakalpakstan (actuellement le musée d'histoire et de culture de la république du Karakalpakstan) est l'un des plus anciens établissements d'enseignement non seulement dans le cours inférieur de l'Amudarya et de la mer d'Aral, mais aussi en Asie centrale.

## Histoire
L'histoire de la création et du développement du musée est unique, tout comme sa collection. Il donne une idée de la période culturelle, du zoroastrisme à nos jours. Le musée présente des objets d'art populaire appliqué des Karakalpaks, qui racontent la culture originale du peuple, il y a aussi une exposition de l'histoire du développement du Karakalpakstan au XXe siècle. Le musée des traditions locales de la république du Karakalpakstan a été fondé en 1929 à l'Institut de recherche de la région autonome du Karakalpak dans la ville de Turtkul, qui était à l'époque la capitale de la région. La même année, le 16 mai, la première exposition a été inaugurée. En 1934, le musée a reçu le statut de "musée d'État", et en 1935, son nom a été changé en "musée d'histoire et de traditions locales de Karakalpak". Ya.Gulyamov, S.P.Tolstov, A.Dosnazarov, G.Ubaydullaev ont grandement contribué à la création du musée, et ses premiers dirigeants étaient N.A.Baskakov, N.V.Torchinskaya et K.Aimbetov. En 1944, en raison de l'inondation de Turtkul, le musée a été transféré dans la nouvelle capitale de la république - la ville de Noukous. Par décret du Cabinet des ministres de la république d'Ouzbékistan du 11 décembre 2017, le musée d'État des traditions locales de la république du Karakalpakstan a été transformé en musée d'État de l'histoire et de la culture de la république du Karakalpakstan. En 2019, le 29 août, l'ouverture du nouveau bâtiment du musée d'histoire et de culture de la république du Karakalpakstan a eu lieu. Aujourd'hui, il se compose de 4 départements - nature, archéologie, ethnographie et histoire moderne. S'il y a 90 ans, le musée a été créé sur la base de dizaines d'expositions, il y a actuellement plus de 80 000 expositions dans ses fonds, dont environ 430 sont considérées comme uniques. La collection du musée est divisée par types d'expositions en 7 fonds - métaux précieux, ethnographie, histoire moderne, nature, archéologie, photographies et négatifs photographiques et artisanat. En outre, le musée a 2 succursales - dans les régions de Muynak et d'Ellikkala. Sur la base du protocole n ° 07 / 1-426 du Cabinet des ministres de la république d'Ouzbékistan du 6 octobre 2018, le 20 octobre, le musée d'État d'histoire et de culture de la république du Karakalpakstan « musée de l'écologie » a été ouvert. L'exposition du musée de l'écologie est consacrée au problème de la mer d'Aral. Il présente des objets de la flore et de la faune, des expositions d'art populaire appliqué - sous la forme de vêtements nationaux et d'artisanat, des échantillons de produits de l'usine de poisson de Muynak, ainsi que des photographies et des peintures représentant la mer à l'époque de sa majesté. Le musée compte plus de 350 expositions. Par décret du Conseil des ministres de la république d'Ouzbékistan sous le numéro .975 du 11 décembre 2017, la branche du musée d'État d'histoire et de culture de la république du Karakalpakstan «Sur des mesures globales pour améliorer les activités des musées d'État et renforcer leur base matérielle et technique », « Le musée d'archéologie et d'histoire du district d'Ellikkala » a cessé ses activités et à sa place la branche d'Ellikkala du musée d'État d'histoire et de culture de la république du Karakalpakstan a été fondée. La salle d'exposition du musée se compose de deux départements: archéologie et histoire et art populaire appliqué et ethnographie. Dans le musée a été recueilli plus de 2 500 pièces.

## Collection du musée
L'exposition du musée national d'histoire et de culture de la république du Karakalpakstan comprend quatre départements : le département de la nature, l'archéologie, l'ethnographie et le département d'histoire moderne. Dans le département d'ethnographie sont présentés les vêtements nationaux karakalpak, les bijoux, la décoration de yourte, les produits de tapis, les instruments de musique traditionnels, les armes blanches et les armures, les harnais pour chevaux. Les bijoux des Karakalpaks se distinguaient par leur originalité. Ils étaient en argent et richky décorés de pierres précieuses telles que la turquoise, la cornaline et le corail.
Bijoux pour femmes Arebek - une fine bague en or, enfilée dans la narine. Ces anneaux de nez, ornés d'une volute de fil d'or tombé en désuétude. Comme on le sait, des boucles d'oreilles similaires ont été trouvées chez les Turkmènes, les Ouzbeks d'origine Deshti-Kipchak et d'autres peuples d'Asie centrale. Arebek parmi tous ces peuples du même type - sa base était un anneau garni à l'extérieur d'un fil en spirale.
Boucles d'oreilles Les plus populaires parmi les bijoux sont les « boucles d'oreilles », car elles étaient une parure quotidienne incontournable pour toutes les femmes et elles se distinguaient par différentes formes. Selon les caractéristiques de conception, les boucles d'oreilles ont été divisées en types. Boucles d'oreilles, qui sont basées sur des figures verticales. Petites boucles d'oreilles simples, en forme de cône, avec une gravure - « sobyk syrga ». « Shashakly syrga » - boucles d'oreilles à franges. Boucles d'oreilles en forme de croissant - « Ay syrga » ou « Burshikli syrga ».
"Halkaply syrga" - sont des boucles d'oreilles avec une chaîne passant sous le menton d'une oreille à l'autre. La chaîne se composait principalement de pendentifs en forme de diamant, et parfois de petits détails en forme de pétales, de petites boules gonflées, etc. Ces boucles d'oreilles étaient portées de l'âge de 12 ans jusqu'au mariage. Après le mariage, la chaîne a été retirée et la partie principale des boucles d'oreilles est restée, appelée "Soyau Syrga".
Khaikel - est une décoration de poitrine plate, composée de la partie supérieure d'une configuration complexe et d'une frange de chaînes, de plaques, de pendentifs en forme de feuille et de cloches. La partie massive supérieure comportait un étui pour des extraits du Coran ou des sortilèges. Sur la face avant du boîtier, il y a de trois à cinq cadres hauts avec du verre cornaline ou rouge. La partie supérieure du khaïkel est figurée, en forme de paires de cornes recourbées vers le haut et vers le bas. Khaikel a reçu ses formes principales dans les temps anciens, mais il a été régulièrement préservé dans la mémoire culturelle du peuple. Associée à un culte ancien, cette décoration est devenue Karakalpak lors de la formation du peuple Karakalpak, et reste aujourd'hui une sorte d'emblème des traditions nationales Karakalpak.
Kos bilezik - bracelets pour femmes jumelés. Les bracelets étaient en argent. Leur surface est divisée en deux sections, chacune avec plusieurs inserts en cornaline. Les extrémités dentelées des bracelets ne sont pas fermées. Deux anneaux sont attachés à chaque bracelet par des chaînes, elles aussi incrustées de grosse cornaline.
Les vêtements des filles et des jeunes femmes sont différents des vêtements des femmes plus âgées. Kiymeshek est l'un des détails obligatoires et identitaires du costume traditionnel d'une femme mariée, ou plutôt de sa coiffe. Cet élément est intéressant non seulement pour ses caractéristiques quotidiennes et rituelles, il est intéressant parce qu'il porte des signes d'enracinement ethnique et culturel. Les Karakalpaks avaient deux types de kiymeshek : le kimeshek kyzyl (rouge) pour les jeunes femmes, le kimeshek ak (blanc) pour les femmes plus âgées. Comme nous le savons dans la littérature, le kyzyl kiymeshek est un type de vêtement rare sous la forme d'une sorte de capuche avec un trou pour le visage. Il se compose de deux parties : une partie dorsale et une partie antérieure. La partie dorsale est une grande pièce carrée de tissu de soie ou de semi-soie, posée à un coin sur la tête. Les bords sont garnis : une bande de tissu rouge et noir brodée de motifs géométriques, qui se termine sur les deux bords inférieurs par une frange de soie torsadée bordeaux et verte. La partie avant du kiymeshek est appelée kiymeshek aldy et est un triangle tronqué atteignant le niveau de la poitrine avec une découpe pour le visage en tissu rouge. (kyzyl ushyga) Cette partie du kiymeshek était également richement décorée de broderies.
Ak zhegde - une cape pour les femmes âgées. Ils s'appelaient kestely zhegde - ils étaient entièrement recouverts de broderies, réalisées sur un tissu de coton blanc avec des fils de soie avec une prédominance de motifs géométriques. Ak zhegde a une coupe en forme de tunique avec des côtés inclinés et est le plus ancien type de vêtements pour femmes Karakalpak. Un trait caractéristique de tous les types de zhegde sont les fausses manches; très longs et jetés derrière le dos, ils étaient attachés avec des liens spéciaux.
Kok koilek - est un accessoire spécial. Kok koylek est le summum du savoir-faire des brodeurs Karakalpak. Tout le devant de la robe est recouvert d'un point de croix très fin. Des rangées de rayures ornementales de personnages en forme de losange sur la poitrine ressemblent vaguement à une cotte de mailles et sont appelées le «motif de cotte de mailles». Cela donne à penser que dans la décoration du kok koilek, les traditions vestimentaires des guerriers des tribus Sako-Massaget, chantées dans l'épopée folklorique Karakalpak "Kyrk kyz", ont trouvé une réponse.
Les expositions archéologiques contiennent des artefacts et des modèles sans précédent des colonies de l'ancien Khorezm. Notamment un chapiteau en forme d'animal à cornes de bélier, mais à visage humain, creusé il y a plus de 2 500 ans dans les pierres des montagnes du Sultanuizdag.
Capitellum (V - IV siècles av. J.-C.) Le capitellum a été découvert en 1966 dans les montagnes de Sultanuizdag. Il s'agit d'un animal couché les pattes fléchies, encadrant un abaque, animal à têtes d'hommes barbus, dont une a été conservée. Le visage est impassible, avec des yeux exorbités sans pupilles, avec des traits réguliers et une barbe pointue ; au-dessus du front - une coiffe plate et un bandage à partir duquel les cornes du bélier se courbent jusqu'aux joues.
Vaisseau en bronze (VI - V siècles av. J.-C.) Le chaudron en bronze des VIe – Ve siècles est unique. J.-C., sur trois pattes, semblables aux pattes des animaux, son manche a la forme d'un cheval. Il a été trouvé par le travailleur de l'équipe de recherche hydrogéologique A. Taubaev dans les sables entre les colonies de Burly et Toprakkala dans la région d'Ellikkala de la république du Karakalpakstan. Le musée présente les restes pétrifiés d'animaux et de plantes anciens, des oiseaux et des animaux rares et éteints naturalisés de la région de la mer d'Aral. L'exposition "Le dernier tigre touranien" est unique. Le tigre du Turonien était l'un des animaux les plus répandus dans la région au début du XXe siècle. Cela est dû au fait que pendant cette période, les forêts de roseaux denses et hautes le long de l'Amu Darya et de nombreux autres canaux, ainsi que les animaux sauvages et les poissons qui y vivent dans les lacs, ont créé d'excellentes conditions. Les principales raisons de l'extinction du tigre touranien dans notre faune sont une forte réduction des habitats, une diminution de l'approvisionnement alimentaire et une très petite naissance tous les 12 ans. L'animal en peluche du dernier tigre touranien a été remis au musée en 1980. Il a été restauré en quatre ans par le taxidermiste M. Zaslavsky.

## Remarques
1. QARAQALPAQSTAN RESPUBLIKASI TARIYXI HÃM MÃDENIYATI MĂMLEKETLIK MUZEYI. Télégramme. Récupéré: 4 août 2022.
2. ↑ KARAKALPAKSTAN STATE LOCAL LOCAL MUSEUM (musée d'État d'histoire et de culture de la république du Karakalpakstan) - NUKUS, Ouzbékistan - ☎️téléphones,⭐localisation, ⌚heures de travail, ⛏types d'activité et autres informations dans l'annuaire des entreprises et organisations d'Ouzbékistan . www.pagesdor.uz Récupéré: 4 août 2022.
3. ↑ Musée national d'histoire et de culture de la république du Karakalpakstan, Xorazm (+99861 2227392). vymaps.com. Récupéré: 4 août 2022.
4. ↑ Musée racontant l'histoire et la culture du Karakalpakstan - Agence d'information Karakalpak. www.kknews.uz Récupéré: 4 août 2022.
5. ↑ Khudaibergenov A.Kh Tlepov BS, Saparova Sh.S. Musée d'État des traditions locales du Karakalpakstan / Éditeur spécial A.S. Efremov Éditeur A. Ajiniyazov Artiste I. Kydyrov Éditeur artistique U Erezhepov Éditeur technique B Nasyrov Relecteur K. Ayezova. - Karakalpakstan : musée d'État de la république du Kazakhstan, 1992. - p. 3. - 96 p. —  (ISBN 5-8272-1178-8).

## Littératures
- Г. Камалова. Гөззал үлке. – Нукус, 1986. – Б. 28
- З.И.Курбанова. Каракалпакский костюм: Традиции и новации. — 2021.
- Т.А.Жданко. Этнография Каракалпаков XIX-начало XX века. — Издательство «Фан», Ташкент, 1980.